# Mykoła Małycki
Mykoła Małycki, pol. Mikołaj Malicki (ur. 1888, zm. 27 maja 1943 w obozie pracy w obwodzie archangielskim ZSRR) – ukraiński działacz społeczny, właściciel ziemski, działacz UNDO, senator V kadencji w II Rzeczypospolitej.
Syn Lucjana. Ukończył studia filozoficzne na Uniwersytecie Lwowskim; złożył egzamin na stanowisko nauczyciela szkół średnich. W II Rzeczypospolitej prowadził majątek ziemski w Szlachcińcach w gminie Łozowa powiecie tarnopolskim, pracował również jako nauczyciel gimnazjalny. Członek Wydziału Wojewódzkiego w Tarnopolu, we władzach wielu ukraińskich stowarzyszeń oświatowych, kulturalnych i gospodarczych we Lwowie. Członek Komitetu Centralnego Ukraińskiego Zjednoczenia Narodowo-Demokratycznego (UNDO). Wybrany na senatora w województwie tarnopolskim.
Po agresji ZSRR na Polskę aresztowany 17 grudnia 1939 przez NKWD, 26 maja 1941 skazany przez Kolegium Specjalne NKWD ZSRR z artykułu 54-13 KK USRR na 8 lat pozbawienia wolności, zmarł w ITK (Poprawcza Kolonia Pracy) w obwodzie archangielskim. 
Należał do Ukraińskiej Reprezentacji Parlamentarnej, był sekretarzem Senatu.